# Biarum
Genre
Biarum est un genre de plantes herbacées appartenant à la famille des Araceae.

## Liste des espèces, sous-espèces et variétés
Selon Catalogue of Life (23 mars 2014) :
- Biarum aleppicum
- Biarum angustatum
- Biarum auraniticum
- Biarum bovei
- Biarum carduchorum
- Biarum carratracense
- Biarum crispulum
- Biarum davisii
- Biarum dispar
- Biarum ditschianum
- Biarum eximium
- Biarum fraasianum
- Biarum kotschyi
- Biarum marmarisense
- Biarum mendax
- Biarum olivieri
- Biarum pyrami
- Biarum rhopalospadix
- Biarum straussii
- Biarum syriacum
- Biarum tenuifolium

Selon GRIN (23 mars 2014) :
- Biarum bovei Blume

Selon World Checklist of Selected Plant Families (WCSP) (23 mars 2014) :
- Biarum aleppicum J.Thiébaut (1948)
- Biarum angustatum (Hook.f.) N.E.Br., J. Linn. Soc. (1880)
- Biarum auraniticum Mouterde (1966)
- Biarum bovei Blume (1836)
- Biarum carduchorum (Schott) Engl. (1879)
- Biarum carratracense (Willk.) Font Quer (1926)
- Biarum crispulum (Schott) Engl. (1884)
- Biarum davisii Turrill, Gard. Chron., ser. 3 (1938)
- Biarum dispar (Schott) Talavera (1976)
- Biarum ditschianum Bogner & P.C.Boyce (1989)
- Biarum eximium (Schott & Kotschy) Engl. (1879)
- Biarum fraasianum (Schott) Nyman, Syll. Fl. Eur. (1865)
- Biarum kotschyi (Schott) B.Mathew ex Riedl (1980)
- Biarum marmarisense (P.C.Boyce) P.C.Boyce (2006)
- Biarum mendax P.C.Boyce (1999)
- Biarum olivieri Blume (1836)
- Biarum pyrami (Schott) Engl. (1879)
  - variété Biarum pyrami var. pyrami
  - variété Biarum pyrami var. serotinum Koach & Feinbrun (1986)
- Biarum rhopalospadix K.Koch (1853)
- Biarum straussii Engl. (1920)
- Biarum syriacum (Spreng.) Riedl (1980)
- Biarum tenuifolium (L.) Schott (1832)
  - sous-espèce Biarum tenuifolium subsp. abbreviatum (Schott) K.Richt. (1890)
  - sous-espèce Biarum tenuifolium subsp. arundanum (Boiss. & Reut.) Nyman (1882)
  - sous-espèce Biarum tenuifolium subsp. galianii (Talavera) P.C.Boyce (2006)
  - sous-espèce Biarum tenuifolium subsp. idomenaeum P.C.Boyce & Athanasiou (1991)
  - sous-espèce Biarum tenuifolium subsp. tenuifolium
  - sous-espèce Biarum tenuifolium subsp. zelebori (Schott) P.C.Boyce (2002)

Selon NCBI (23 mars 2014) :
- Biarum arundanum
- Biarum bovei
- Biarum carduchorum
- Biarum davisii
  - sous-espèce Biarum davisii subsp. davisii
  - sous-espèce Biarum davisii subsp. marmarisense
- Biarum dispar
- Biarum ditschianum
- Biarum kotschyi
- Biarum pyrami
- Biarum straussii
- Biarum tenuifolium
  - sous-espèce Biarum tenuifolium subsp. abbreviatum
  - sous-espèce Biarum tenuifolium subsp. idomenaeum
  - sous-espèce Biarum tenuifolium subsp. zeleborii

Selon The Plant List (23 mars 2014) :
- Biarum aleppicum J.Thiébaut
- Biarum angustatum (Hook.f.) N.E.Br.
- Biarum auraniticum Mouterde
- Biarum bovei Blume
- Biarum carduchorum (Schott) Engl.
- Biarum carratracense (Willk.) Font Quer
- Biarum crispulum (Schott) Engl.
- Biarum davisii Turrill
- Biarum dispar (Schott) Talavera
- Biarum ditschianum Bogner & P.C.Boyce
- Biarum eximium (Schott & Kotschy) Engl.
- Biarum fraasianum (Schott) Nyman
- Biarum kotschyi (Schott) B.Mathew ex Riedl
- Biarum marmarisense (P.C.Boyce) P.C.Boyce
- Biarum mendax P.C.Boyce
- Biarum olivieri Blume
- Biarum pyrami (Schott) Engl.
- Biarum rhopalospadix K.Koch
- Biarum straussii Engl.
- Biarum syriacum (Spreng.) Riedl
- Biarum tenuifolium (L.) Schott

Selon Tropicos (23 mars 2014) (Attention liste brute contenant possiblement des synonymes) :
- Biarum abbreviatum Schott
- Biarum aleppicum J. Thiébaut
- Biarum alexandrinum Boiss.
- Biarum anguillarae Schott
- Biarum angustatum (Hook. f.) N.E. Br.
- Biarum arundanum Boiss. & Reut.
- Biarum auraniticum Mouterde
- Biarum bovei Blume
- Biarum carduchorum (Schott) Engl.
- Biarum carratracense (Haens.) Font Quer
- Biarum constrictum K. Koch
- Biarum crispulum (Schott) Engl.
- Biarum cupanianum Guss. ex Paglia
- Biarum davisii Turrill
- Biarum dispar (Schott) Talavera
- Biarum ditschianum Bogner & P.C. Boyce
- Biarum eximium (Schott & Kotschy) Engl.
- Biarum fraasianum (Schott) Nyman
- Biarum galiani Talavera
- Biarum gramineum (Lam.) Schott
- Biarum haenseleri Willk.
- Biarum homeid Blume
- Biarum intermedium Amo
- Biarum kotschyi (Schott) B. Mathew ex Riedl
- Biarum lehmannii Bunge
- Biarum longifolium Pomel
- Biarum macroglossum Pomel
- Biarum marmarisense (P.C. Boyce) P.C. Boyce
- Biarum mendax P.C. Boyce
- Biarum numidicum Parl.
- Biarum olivieri Blume
- Biarum platyspathum Bornm.
- Biarum pyrami (Schott) Engl.
- Biarum rhopalospadix K. Koch
- Biarum rupestre Pomel
- Biarum russellianum Schott
- Biarum sewerzowii Regel
- Biarum spruneri Boiss.
- Biarum straussii Engl.
- Biarum syriacum (Spreng.) Riedl
- Biarum tenuifolium (L.) Schott
- Biarum zeleborii Schott
- sous-espèce Biarum tenuifolium subvar. constrictum (K. Koch) Engl.